# Rommajärvi
Rommajärvi är en sjö i Finland. Den ligger i kommunen Enontekis i landskapet Lappland, i den norra delen av landet, 1 000 km norr om huvudstaden Helsingfors. Rommajärvi ligger 555,8 meter över havet. Omgivningarna runt Rommajärvi är i huvudsak ett öppet busklandskap. Arean är 1,17 kvadratkilometer och strandlinjen är 12,19 kilometer lång. Sjön  ingår i Torne älvs huvudavrinningsområde. 